# Melicope macgregorii
Melicope macgregorii är en vinruteväxtart som beskrevs av Thomas Gordon Hartley. Melicope macgregorii ingår i släktet Melicope och familjen vinruteväxter. Inga underarter finns listade i Catalogue of Life.